# Sous-secrétaire à la Marine des États-Unis
Le sous-secrétaire à la marine des États-Unis (United States Under Secretary of the Navy) est le second dans la hiérarchie du département de la Marine après le secrétaire à la Marine des États-Unis (SECNAV). Le poste est fondé en 1940.
Les quatre secrétaires assistants de la Marine des États-Unis (ASN) travaillent directement pour lui ainsi que le conseiller juridique de la Marine, le chef des opérations navales (CNO), le commandant du Corps des Marines (CMC) et le conseiller aux affaires législatives de la Marine.